# Розенфельд (город в Германии)
Розенфельд (нем. Rosenfeld) — город в Германии, в земле Баден-Вюртемберг.
Подчинён административному округу Тюбинген. Входит в состав района Цоллернальб. Население составляет 6459 человек (на 31 декабря 2010 года). Занимает площадь 51,11 км². Официальный код — 08 4 17 054.
Город подразделяется на 7 городских районов.

## Фотографии

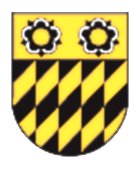
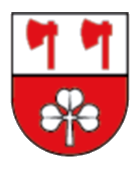
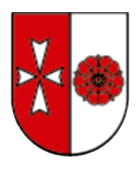
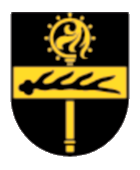
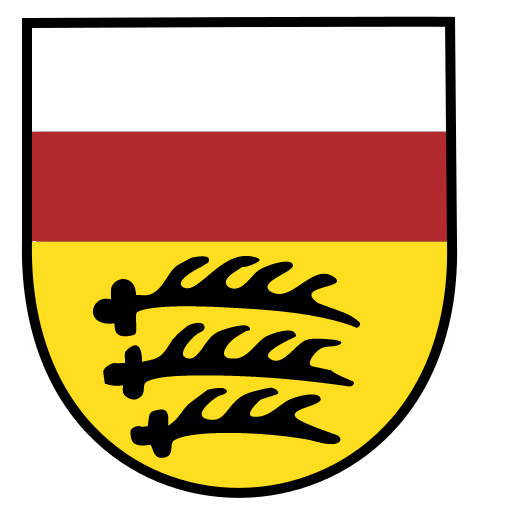